# Asley González
Asley González Montero (* 5. září 1989 Placates Kuba) je kubánský zápasník-judista, stříbrný olympijský medailista z roku 2012.

## Sportovní kariéra
S judem začínal v rodném Placates v 11 letech na základní škole. Jeho prvním trenérem byl Pedro Pérez. Později se připravoval v tréninkovém centru mládeže EIDE pod vedením Héctora Ruíze. V roce 2007 si ho trenéři stáhli do Havany do tréninkového centra olympijských nadějí Cear Cerro Pelado. Jeho osobním trenérem se stal Justo Noda. V roce 2008 v seniorské reprezentaci nečekaně nahradil Jorge Benavidese při nominaci na olympijské hry v Pekingu. Na olympijských hrách startoval ve vyšší střední váze a na výsledku se to odrazilo. Prohrál oba své duely jak v základní skupině tak v opravách. Ve střední váhové kategorii do 90 kg se pohybuje od roku 2010.
V roce 2012 se kvalifikoval na olympijské hry v Londýně, na které se velmi dobře takticky připravil. V semifinále v závěru poslal na ippon technikou tai-otoši Kirilla Děnisova z Ruska. Ve finále se mu však jeho vyčkávací taktika nevyplatila. V prodloužení ho výpadem ko-uči-gake poslal na záda Korejec Song Te-nam. Získal stříbrnou olympijskou medaili. V roce 2013 potvrzoval vynikající formu, kterou korunoval titulem mistra světa. Od roku 2014 ho však v příprapravě provázejí vleklé zdravontní komplikace. Po operace pravého ramene jeho osobní technika nízké morote-seoi-nage nemá dřívější parametry. V olympijském roce 2016 ho v přípravě trápilo i pravé koleno. Na olympijských hrách v Riu nestačil ve třetím kole na Mongola Otgonbátara.

### Vítězství
- 2011 - 1x světový pohár (Sao Paulo)
- 2012 - 1x světový pohár (Miami)
- 2013 - 1x světový pohár (Miami)
- 2016 - 1x světový pohár (Havana)

## Výsledky
| Turnaj                  | 2008        | 2009        | 2010         | 2011         | 2012         | 2013         | 2014         | 2015         | 2016         | 2017         |  |
| Turnaj                  | 19          | 20          | 21           | 22           | 23           | 24           | 25           | 26           | 27           | 28           |  |
| Turnaj                  | polostřední | polostřední | střední váha | střední váha | střední váha | střední váha | střední váha | střední váha | střední váha | střední váha |  |
| ----------------------- | ----------- | ----------- | ------------ | ------------ | ------------ | ------------ | ------------ | ------------ | ------------ | ------------ |  |
| Olympijské hry          | úč.         |             |              |              | 2.           |              |              |              | úč.          |              |  |
| Mistrovství světa       |             | úč.         | úč.          | 3.           |              | 1.           | —            | úč.          |              | úč.          |  |
| Panamerické hry         |             |             |              | 2.           |              |              |              | 2.           |              |              |  |
| Panamerické mistrovství | —           | —           | 5.           | 1.           | 2.           | 1.           | —            | 2.           | —            | —            |  |